# TVN 7
TVN 7 (früher: TVN Siedem – Deutsch: TVN Sieben) ist ein polnischer Fernsehsender, der sich auf Spielfilme und Unterhaltung konzentriert.
TVN 7 ist Teil der TVN-Senderkette und gehört zur Warner Bros. Discovery.
Der Sender begann am 6. Dezember 1996 als Teil der RTL Group unter dem Namen RTL 7. Am 1. Januar 2002 wurde RTL 7 von der ITI-Gruppe übernommen und am 1. März 2002 in TVN Siedem umbenannt.

## Logo

### SD

1. März 2002 bis 31. August 2008
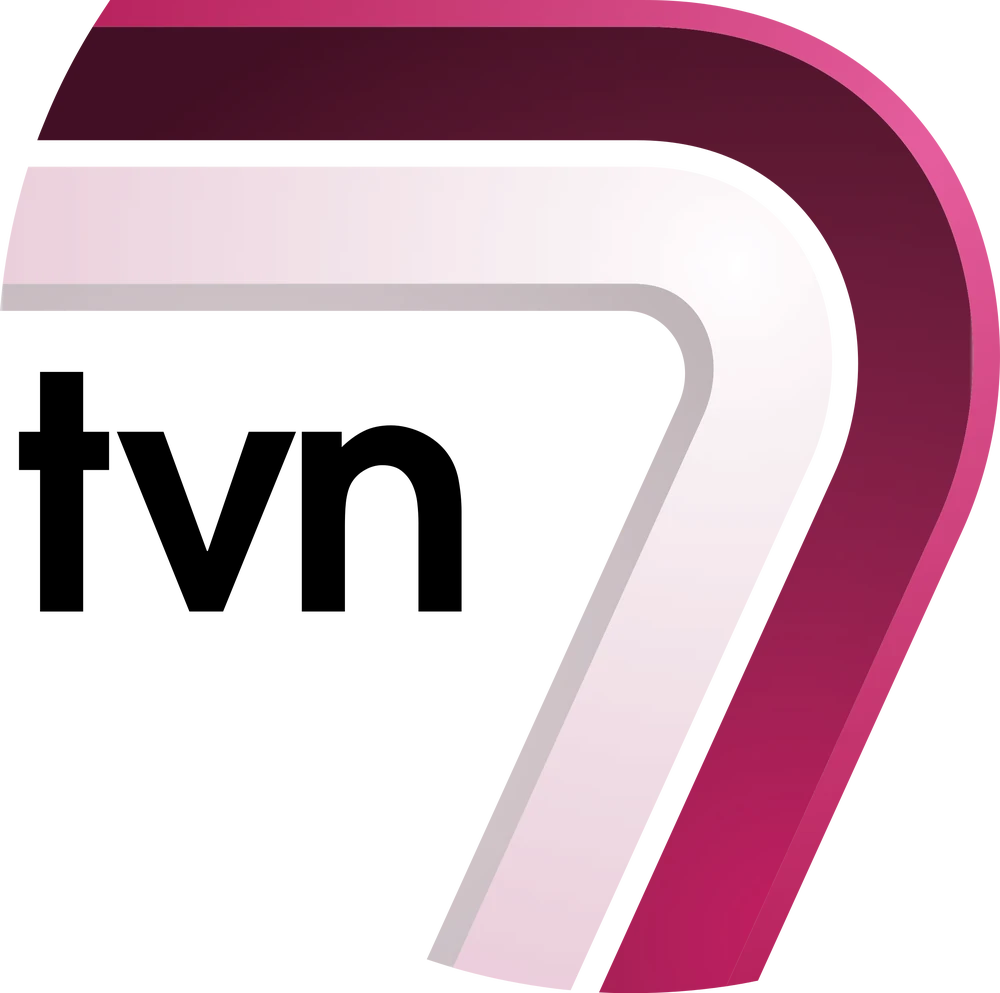
1. September 2008 bis 31. August 2014
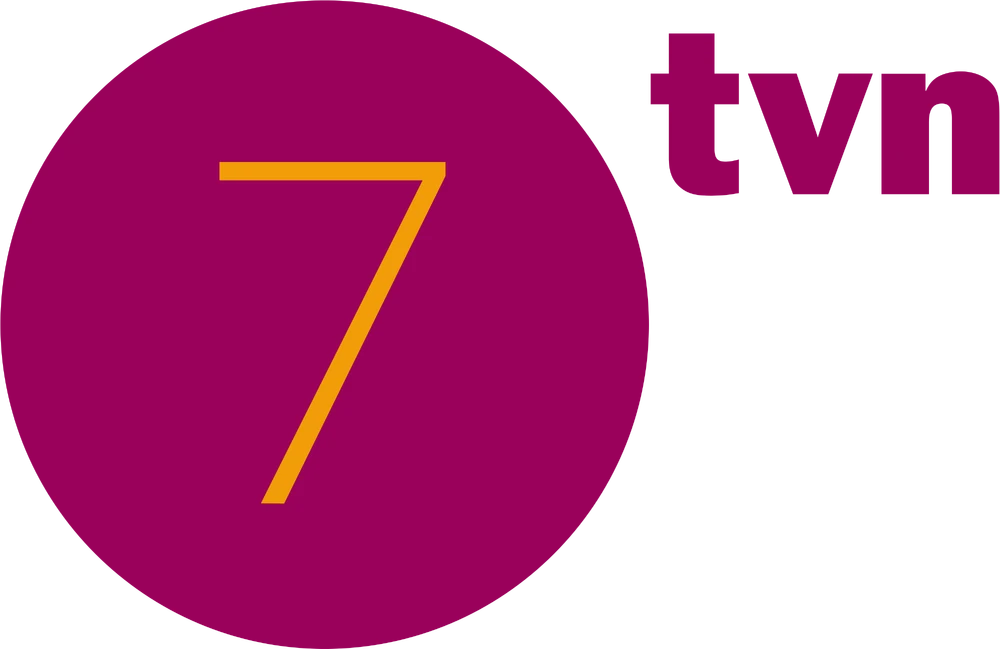
1. September 2014 bis 30. August 2021
Seit 30. August 2021

### HD

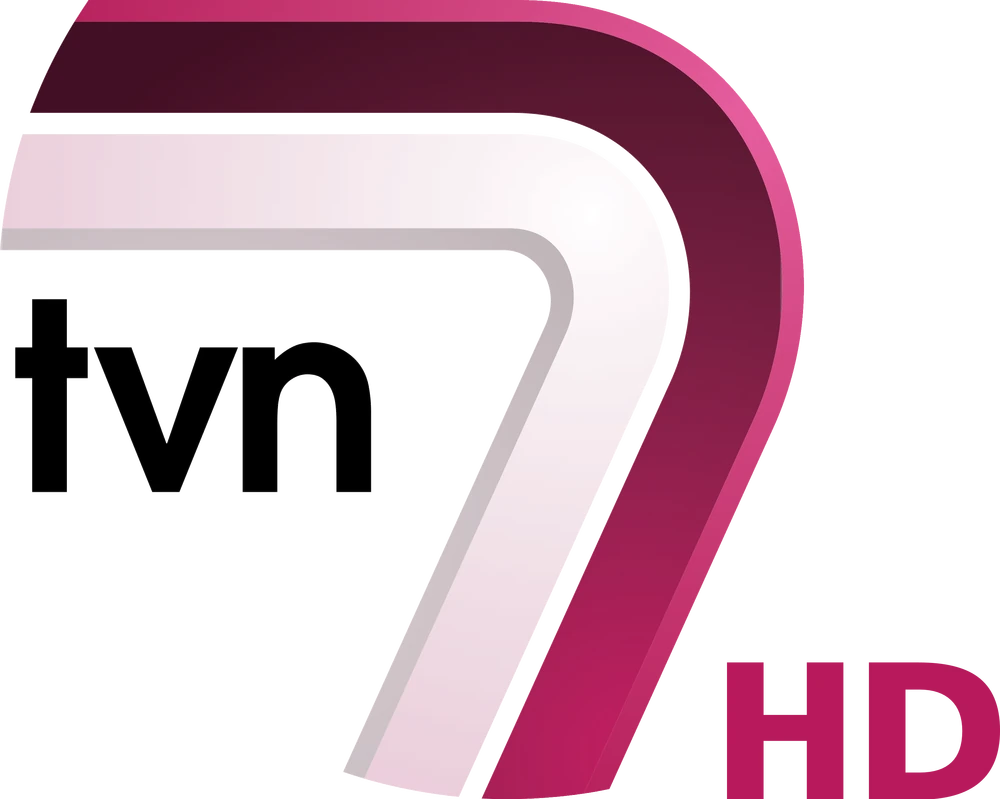
4. November 2011 bis 31. August 2014
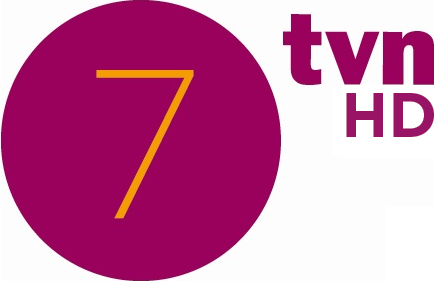
1. September 2014 bis 30. August 2021